# Американський мрійник
«Американський мрійник» (англ. American Dreamer) — американська чорна комедія 2022 року режисера Пола Дектора (в його повнометражному дебюті) за сценарієм Теодора Мелфі, заснованому на фрагменті радіошоу This American Life. Пітер Дінклідж грає професора, який намагається купити маєток самотньої вдови, яку грає Ширлі Мак-Лейн. Також у фільмі знімаються Кім Квінн, Денні Пуді, Денні Ґловер і Метт Діллон.
Прем'єра фільму відбулася на кінофестивалі Трайбека 11 червня 2022 року. У США він вийшов на екрани 8 березня 2024 року.

## Синопсис
Доктор Філ Лодер, ад'юнкт-професор економіки нижчого рівня, завжди мріяв мати свій дім. Його бажання стає можливим, коли самотня вдова пропонує Філу свій розгалужений маєток за копійки. Угода, однак, занадто гарна, щоб бути правдою.

## Акторський склад
| Актор          | Роль                                                           |
| -------------- | -------------------------------------------------------------- |
| Пітер Дінклідж | доктор Філ Лодер                                               |
| Ширлі Мак-Лейн | вдова Астрід Фіннеллі                                          |
| Кім Квінн      | Меґґі адвокатка                                                |
| Денні Пуді     | Крейґ декан економічного факультету Броктонського університету |
| Метт Діллон    | Делл агент з нерухомості                                       |
| Денні Ґловер   | Джеррі приватний детектив                                      |
| Мішель Майлетт | Клер аспірантка                                                |
| Пітер Келаміс  | Берт офіцер поліції                                            |
| Ребекка Олсон  | Беатріс / Бабетта                                              |
| Гаррі Чокл     | Ніколай                                                        |
| Пітер Нью      | доктор Терпін                                                  |

## Виробництво
Про майбутні зйомки незалежного фільму було оголошено 2 лютого 2021 року, на головні ролі запрошені Пітер Дінклідж, Ширлі Мак-Лейн і Кімберлі Квінн. У березні до акторського складу приєдналися Денні Ґловер, Метт Діллон, Денні Пуді та Мішель Майлетт. Зйомки розпочалися 15 березня у Ванкувері та мали завершитися 16 квітня 2021 року. Також фільм знімали у Вікторії, Британська Колумбія, де частково будівлі парламенту Британської Колумбії були перетворені на «Університет Броктона», оскільки дія фільму розгортається в Массачусетсі.

## Випуск
Світова прем'єра «Американського мрійника» відбулася на кінофестивалі Трайбека 11 червня 2022 року. 8 березня 2024 року компанія Vertical Entertainment випустила його в США.

## Сприйняття
Станом на 4 травня 2024 року, на вебсайті агрегатора рецензій Rotten Tomatoes 50 % із 30 відгуків критиків є позитивними із середньою оцінкою 6,3/10. Metacritic, який використовує середньозважену оцінку, поставив фільму оцінку 60 зі 100 на основі 5 критиків, вказуючи на «змішані або середні» рецензії.
Карла Рената з RogerEbert.com дала фільму три зірки з чотирьох і написала: «Лауреат премії „Еммі“ Пітер Дінклідж ідеально підходить для легендарної Ширлі Мак-Лейн, коли мова заходить про вишукані діалоги, водночас надаючи цим персонажам стільки щирості, що глядачі будуть натхненні простягнути руку до екрана, щоб обійняти їх. Вони чудовий дует, і саме їхній внесок і хімія є основою фільму».